# Heinrichssegen
Heinrichssegen war eine Erzgrube bei Littfeld, einem Stadtteil von Kreuztal im Kreis Siegen-Wittgenstein.

## Gangmittel und Erzvorkommen
Die beiden Gangmittel der Grube waren der Hauptgang und der Wernergang. Der Hauptgang hatte eine Länge von 270 m und war 0,5 bis 4 m mächtig. Er führte hauptsächlich silberhaltige Fahlerze, in denen Kupfer- und Bleierze, sowie Schwerspat und Schwefelkies vorkamen. Der Wernergang war 150 m lang und 4 bis 10 m mächtig und führte größtenteils Schwerspat mit Fahl-, Kupfer- und Bleierzen.
100 kg Bleierz enthielten 66 g Silber und einen Bleigehalt von 60 %. 100 kg Kupferkies enthielten bis zu 26 % Kupfer und 100 kg Fahlerz bis zu 1560 g Silber. Gefördert wurden Blei-, Kupfer- und Fahlerze; 1784 wurde erstmals von der Förderung von „dunklem Rotgültigerz“ (Pyrargyrit oder Antimonsilberblende) berichtet. 1839 fand man das wertvolle Erz erneut, zusammen mit reichlich anderen Silbererzen wie Stephanit und Silberglanz (Argentit, Akanthit), gediegenes Silber trat auf dem Wernergang in dünnen Blechen zusammen mit Fahlerz oder auf Quarzklüften auf. 1996 konnte als weiteres Silbererz Polybasit nachgewiesen werden.

## Geschichte

### Anfänge und Stollen
Ab 1663 wurde in der damaligen Grube „Plätze“ nachweislich nach Erz gesucht. 1705 wurde die Förderung eingestellt. Eine Neuverleihung fand am 10. August 1737 durch Johann Heinrich Jung statt. Dieser starb 1786.
Der Obere Stollen, genannt „Hollandstollen“, wurde vor 1750 angelegt, da er in diesem Jahr bereits als vorhanden erwähnt wurde. Um 1750 folgte ein Tiefer Stollen, mit einer späteren Länge von 843 m brachte er bis zu 61 m Teufe unter Tage ein. Durchschnittlich drei Bergmänner waren am Bau beschäftigt. Der Stollen erhielt ab 1845 Erbstollenrechte. Ein dritter Stollen war der sogenannte Tiefe Heinrichssegener Stollen, der ab 1845 angelegt wurde und sich 38,6 m unter dem Tiefen Stollen befand. Er brachte knapp 100 m Teufe unter Tage ein, hatte 1857 eine Länge von 722 m, 1855 808 m und traf im Juni 1856 nach 843 m Länge auf den Wernergang.

### Aufschwung
Ab 1815 setzte der Aufschwung auf der Grube ein. 1820 wurde die Grube in Dankbarkeit an Bergmeister Jung in Heinrichssegen umbenannt. Neu verliehen wurden die Bergrechte am 29. Oktober 1834. Tiefbau wurde ab 1852 betrieben. Der Blindschacht wurde im Tiefen Heinrichssegener Stollen angelegt und hatte eine Teufe von 125,5 m. Die erste Sohle wurde bei 63 m Teufe angehauen, die zweite bei 125,5 m. Ausgestattet wurde der Schacht mit einer Turbine. Ab 1879 wurde ein Tagesschacht angelegt. Dieser erreichte eine Teufe von 247 m.
Die Kupfer- und Fahlerzförderung (siehe Tabelle) fiel deutlich höher aus als die Bleierzförderung. 1853 wurden 105 t, 1861 43 t und 1885 6 t Bleierz gefördert.
Im April 1918 wurde die Förderung eingestellt, ab 1919 gehörte die Grube zur Grube Victoria, deren Hauptanlagen etwa 1300 m nordöstlich derer von Heinrichssegen lagen. Zum Ende wurden 40 Belegschaftsmitglieder beschäftigt. 1861 waren das noch 192, 1862 bereits 210. 1927 wurde Heinrichssegen komplett stillgelegt. Konsolidationen bestanden mit den Gruben Elias, Ernst Wilhelm, Beschert Glück und Erstling.